# Holsterhausen (Herne)
Holsterhausen war eine selbstständige Gemeinde und ist heute ein Ortsteil von Herne.
Die ehemalige Landgemeinde Holsterhausen gehörte bis 1875 zum Amt Herne, bis 1891 zum Amt Wanne und bis 1926 zum Amt Eickel. 1910 wurde Holsterhausen in die Gemeinde Eickel eingemeindet, kam 1926 mit dem Amt Eickel zur neuen kreisfreien Stadt Wanne-Eickel und 1975 zur Stadt Herne.

## Statistik
Zum 31. Dezember 2019 lebten 10.384 Einwohner im Ortsteil Holsterhausen.
Struktur der Bevölkerung im statistischen Bezirk Holsterhausen im Jahr 2019:
- Bevölkerungsanteil der unter 18-Jährigen: 15,7 % (Herner Durchschnitt: 16,0 %)[4]
- Bevölkerungsanteil der mindestens 65-Jährigen: 21,0 % (Herner Durchschnitt: 21,8 %)[5]
- Ausländeranteil: 16,7 % (Herner Durchschnitt: 18,7 %)[6]
- Arbeitslosenquote: 7,0 % (Herner Durchschnitt: 7,9 %)[7]

## Verkehr
Die Buslinien 303, 340, 362, 390, 391 und 395 bedienen Holsterhausen. An Wochenenden und vor Feiertagen verkehrt zusätzlich die Nachtbuslinie NE 33.
| Linie | Verlauf | Takt (Mo–Fr) | Betreiber |
| ----- | --- | ------------ | --------- |
| 303   | (Wanne-Eickel Hbf – Solbad – Bobenfeld – Holsterhausen Süd –) Regenkamp – Bochumer Str. – Hölkeskampring – Marienhospital – Düngelstr. – Archäologie-Museum/Kreuzkirche – Glockenstr. – Herne Bf (Wanne-Eickel-Regenkamp nur wochentags)                                                                    | 30 min       | HCR       |
| 340   | Gelsenkirchen-Rotthausen Landschede – Musiktheater – Bulmke-Hüllen – Herne-Röhlinghausen – Herne-Wanne Bickernstr. – Wanne-Eickel Hbf – Holsterhausen | 20 min       | Bogestra  |
| 362   | Siedlung Eichenforst – Pantringshof – Schloß Strünkede – Herne Bf – Herne Mitte – Kulturzentrum – Holsterhausen Süd – Solbad – Wanne-Eickel Hbf | 15 min       | HCR       |
| 390   | Linden Mitte – Oberdahlhausen Scharpenseelstr. – Höntrop Gerdes Feld – WAT-Höntrop – Höntrop Kirche – Wattenscheid August-Bebel-Platz – Günnigfeld Ulrichstr. – Bochum-Hordel Röhlinghauser Str. – Herne-Röhlinghausen Markt – Eickel Auf der Wenge – Holsterhausen Dorstener Str. – Herne Mitte – Herne Bf | 30 min       | Bogestra  |
| 391   | Herne Bf – Herne Mitte – Holsterhausen – Eickel – Röhlinghausen – Wanne-Eickel Hbf | 30 min       | HCR       |
| 395   | Herne REAL-Warenhaus – Holsterhausen – Hannibal Einkaufszentrum – Hofstede Hordeler Str – Zeche Constantin – Grumme – Vonovia Ruhrstadion – Kornharpen – Ruhr-Park/UCI (abends als AST 95 zwischen Herne und Zeche Constantin)                                                                              | 60 min       | Bogestra  |
| NE33  | NachtExpress: Herne Bf → Herne Mitte → Kulturzentrum → Holsterhausen → Solbad → Wanne-Eickel Hbf → Baukau → Herne Bf Fährt in den Nächten Freitag/Samstag, Samstag/Sonntag, vor Feiertagen und nach besonderer Ankündigung                                                                                  | 60 min       | HCR       |